# منتزه كتنباك الوطني
منتزه كتنباك الوطني (بالإنجليزية: Quttinirpaaq National Park)‏هو مٌنتزه وطني كندي يقع أقصى شمال شرق جزيرة إليسمير ضمن منطقة كيكيقتالوك ،إقليم نونافوت وهو تقريباً أقصى نقطة شمال كندا، وهو بالإضافة إلى ذلك ثاني أقصى منتزه على وجه الأرض بإتجاه الشمال بعد مُنتزه إنكتيتوت الوطني في جزيرة غرينلاند.تأسسَ مُنتزه كتنباك الوطني عام 1988 بأسم «محمية منتزه جزيرة إليسمير الوطني» لكن الأسم تغير فيما بعد إلى منتزه كتنباك الوطني عام 1999. يُغطي المُنتزه مساحة 37.775 كلم مربع، وهو بذلك ثاني أكبر منتزع في كندا بعد حديقة جاموس الغابات الوطنية.

## الوصف
منتزه كتنباك الوطني صحراء جليدية مُغطاة بالصخور والجليد ومعدلات الهطول السنوية قليلة جداً. المُرتفعات متوجة بقمم جليدية وتنحدر الانهار الجليدية من المُرتفعات إلى الأراضي المنخفظة ويعود زمن هذه الأنهار إلى العصر الجليدي الأخير.
يتضمن المُنتزه جبل باربو بإرتفاع 2,616 م وهو أعلى جبل في منطقة نونافوت.

## الحياة البرية
تعيش بعض الحيوانات داخل مُنتزه كتنباك الوطني، وهي : اللاموس ،أرنب القطب الشمالي،ثور المسك،ذئب القطب الشمالي ،كما تعيش في المُنتزه قطعان محدودة من الوعل القطبي، لكن فقر الحياة النباتية والإنخفاض الكبير في درجات الحرارة يحد من أنواع وكميات الحيوانات البرية المستوطنة هناك.خلال موسم الصيف تهاجر إلى منتزه كتنباك الوطني أنواع من الطيور المُهاجرة منها زقزاق شبراحي ،دريجة حمراء،صقر السنقر وطائر الكركر طويل الذيل. تتضمن النباتات أنواع من النباتات الصغيرة والحشائش هي: الصفصاف القزم، القطن القطبي، بالإضافة إلى الحشائش والحزاز.تتمركز النباتات والحيوانات في منطقة بحيرة هازين حيث ترتفع درجات الحرارة نسبياً مُقارنة بالجبال والوديان المحيطة بها.

## التأريخ الأنساني
بالنظر إلى بُعد المنطقة وفقر الحياة البرية داخل منتزه كتنباك الوطني لم يكن هناك وجود إنساني مُميز على هذا الجزء من جزيرة إليسمير وإن كانت هناك آثار مثل الخيم ومخابئ الطعام تدل على إن أسلاف شعب الإنويت كانوا يرتادون المنطقة منذ 5000 سنة .
في العصر الحديث إُقيمت في الأطراف الشمالية والشرقية لمُنتزه كتنباك الوطني مُخيمات ومحطات بحوث لِحملات إستكشاف القطب الشمالي.

## معرض الصور

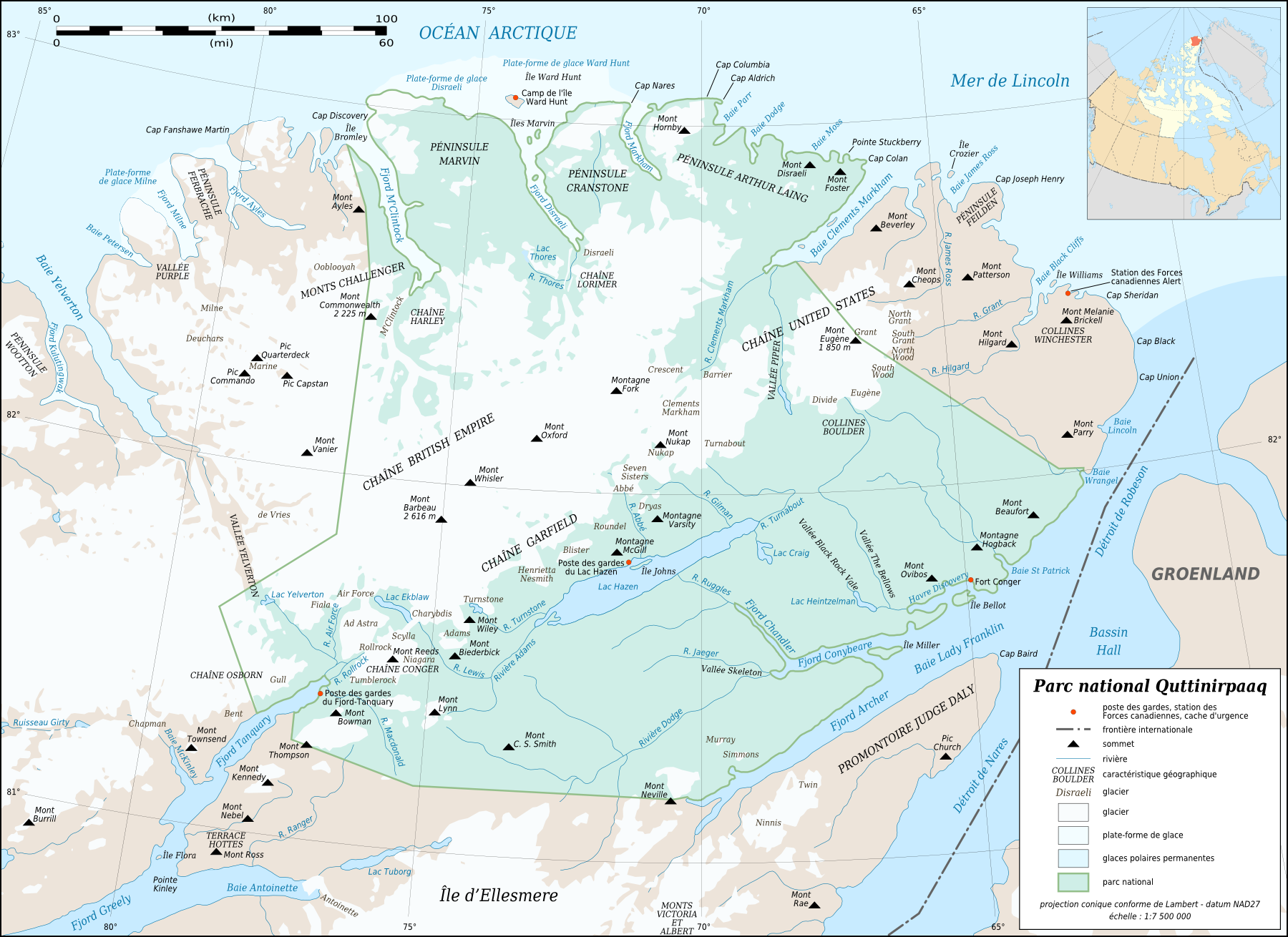
خارطة منتزه كتنباك الوطني
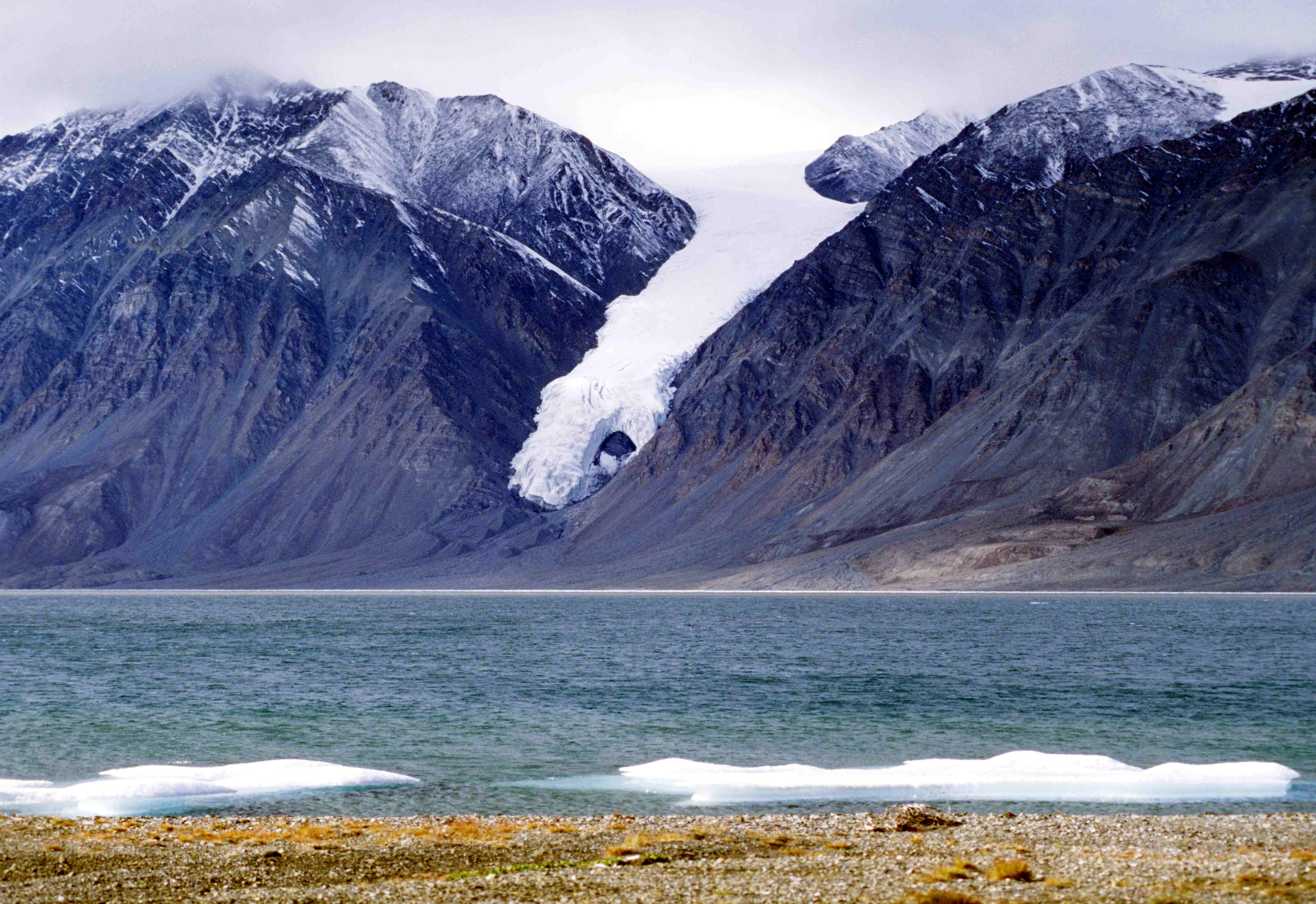
مثلجة غال في فيورد تنكوير
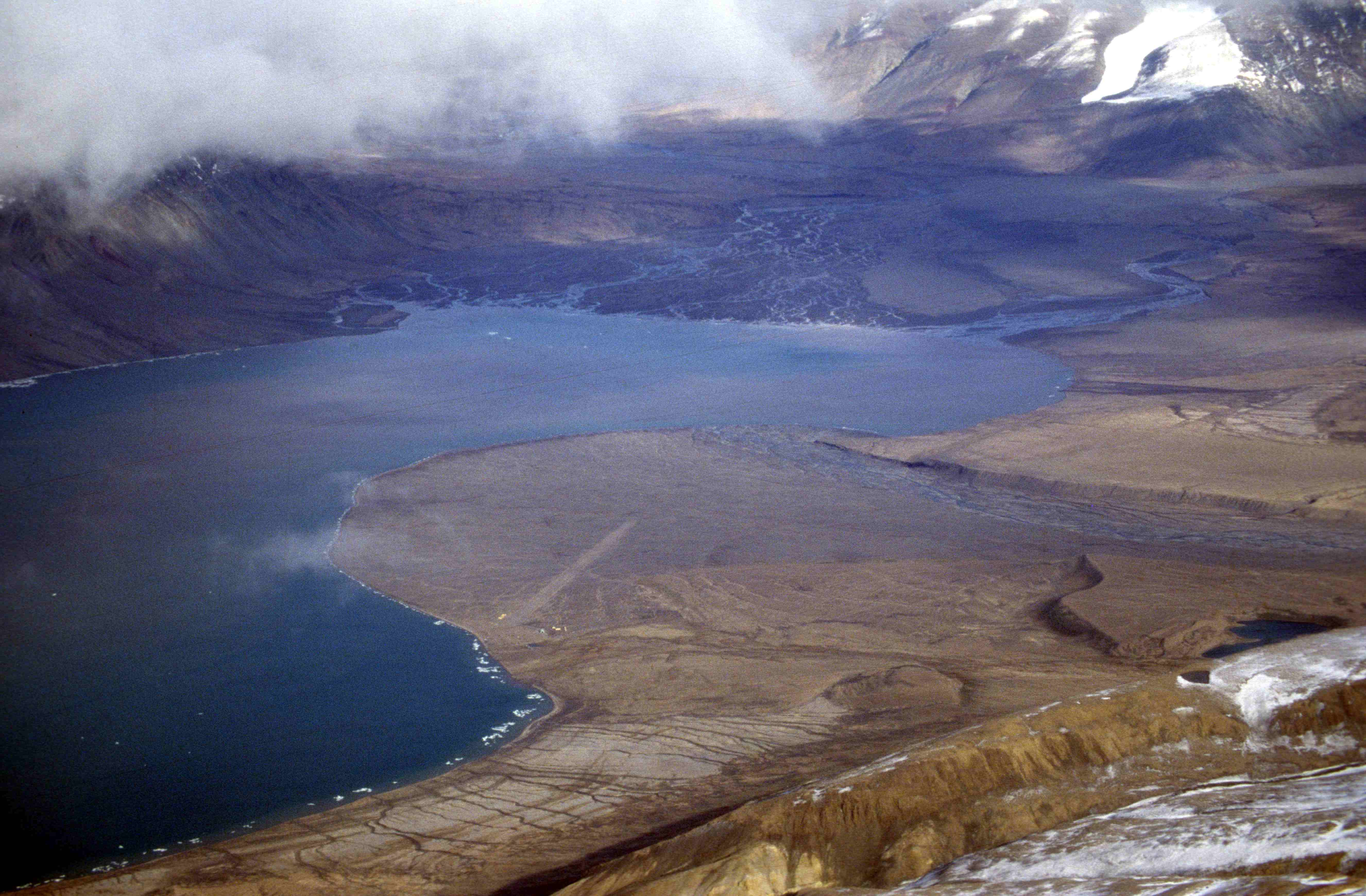
فيورد تنكوير والتقاء مثلجات آير فورس،رولروك،ماكدونالد
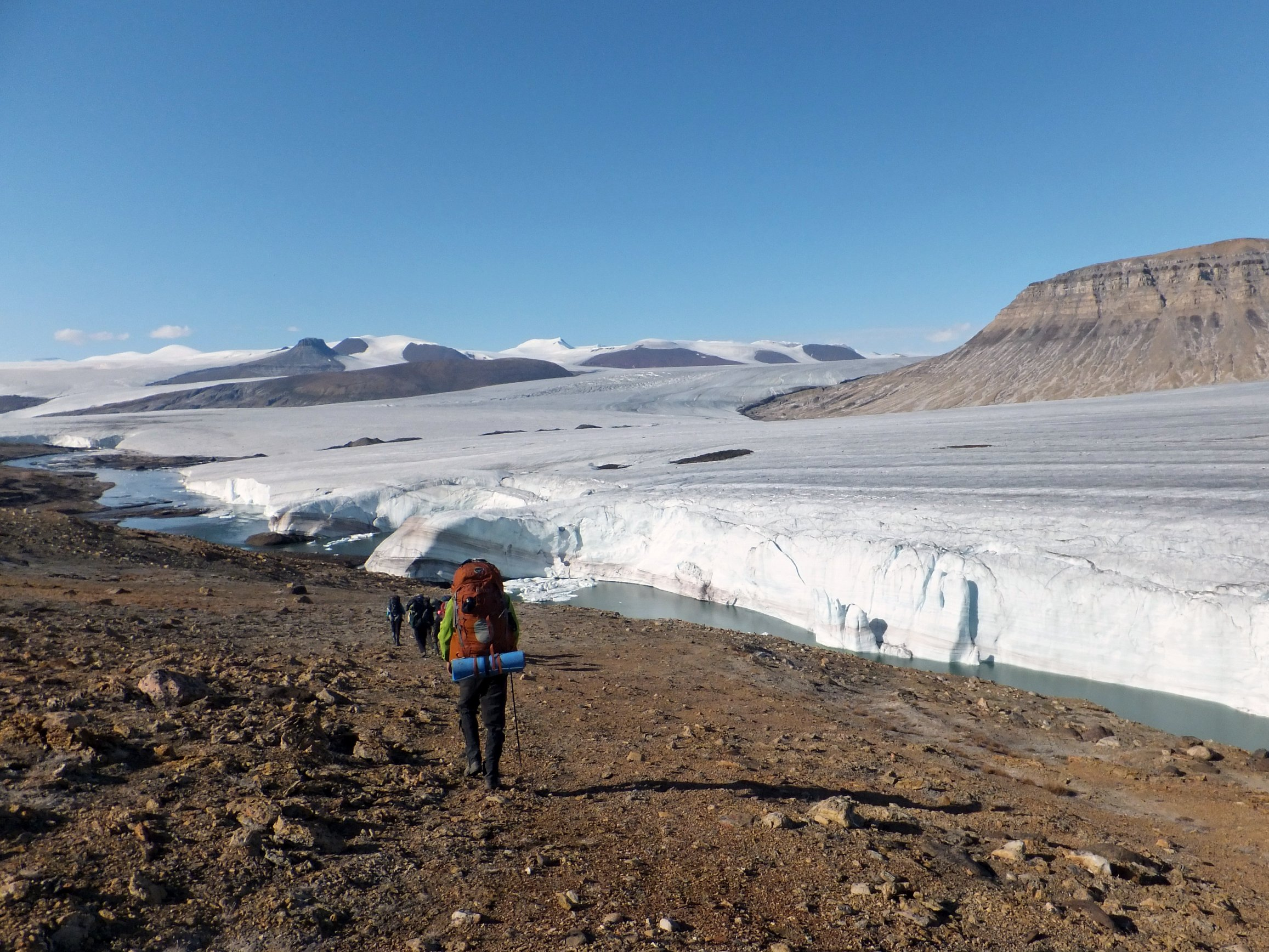
مثلجة آير فورس 2011
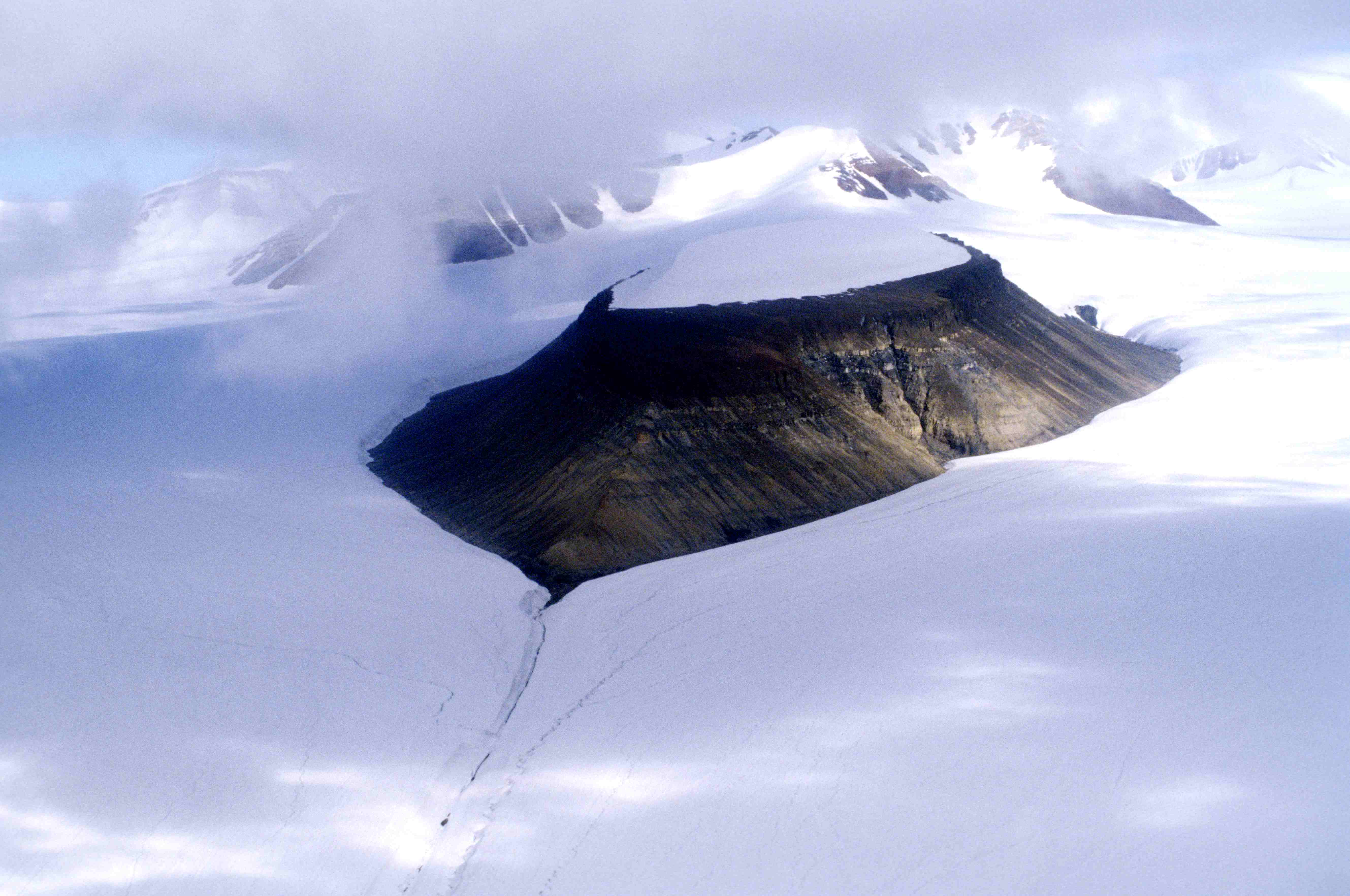
مثلجة آير فورس 1997
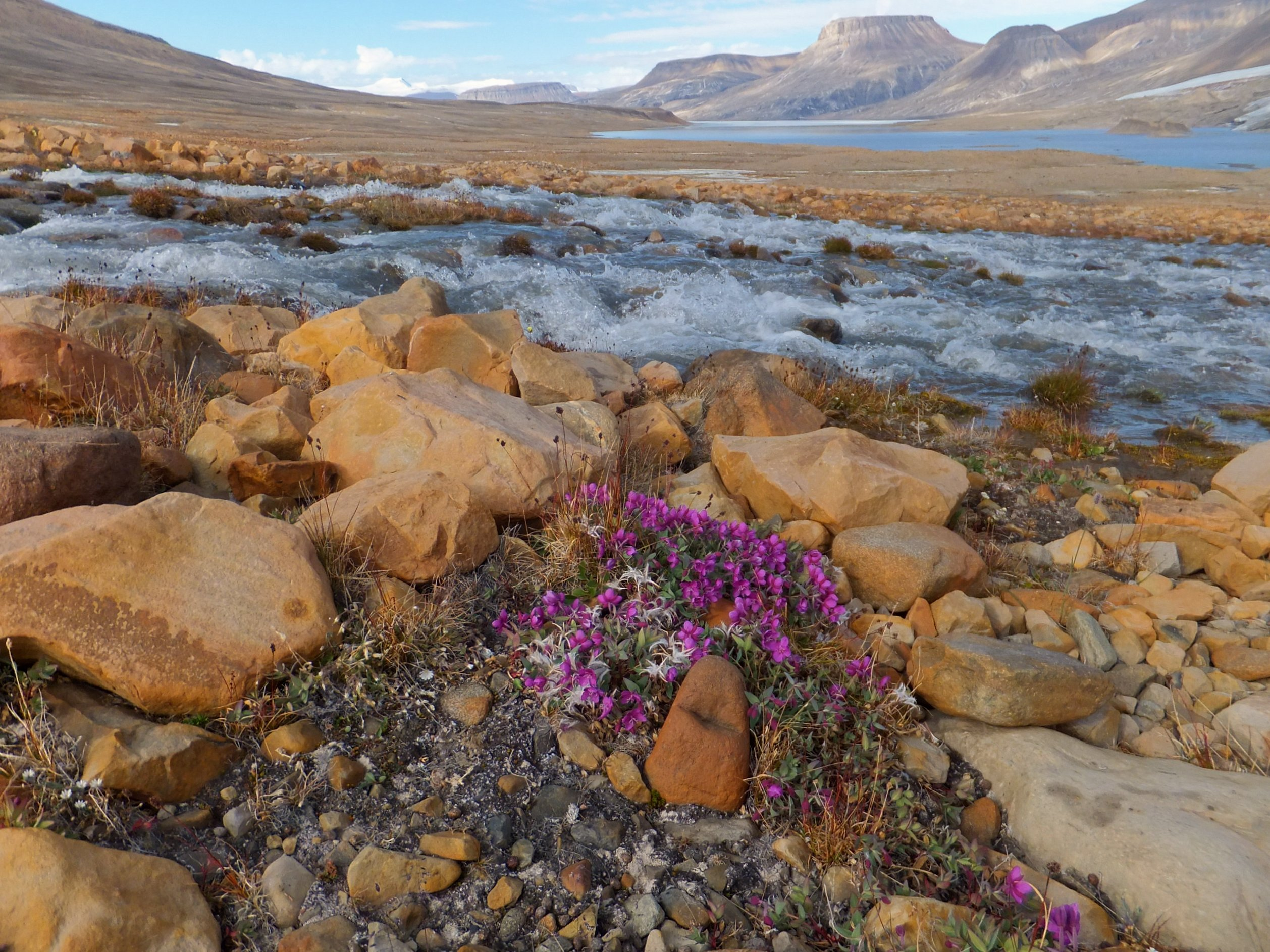
نهر بيوتي وبحيرة أكبلا
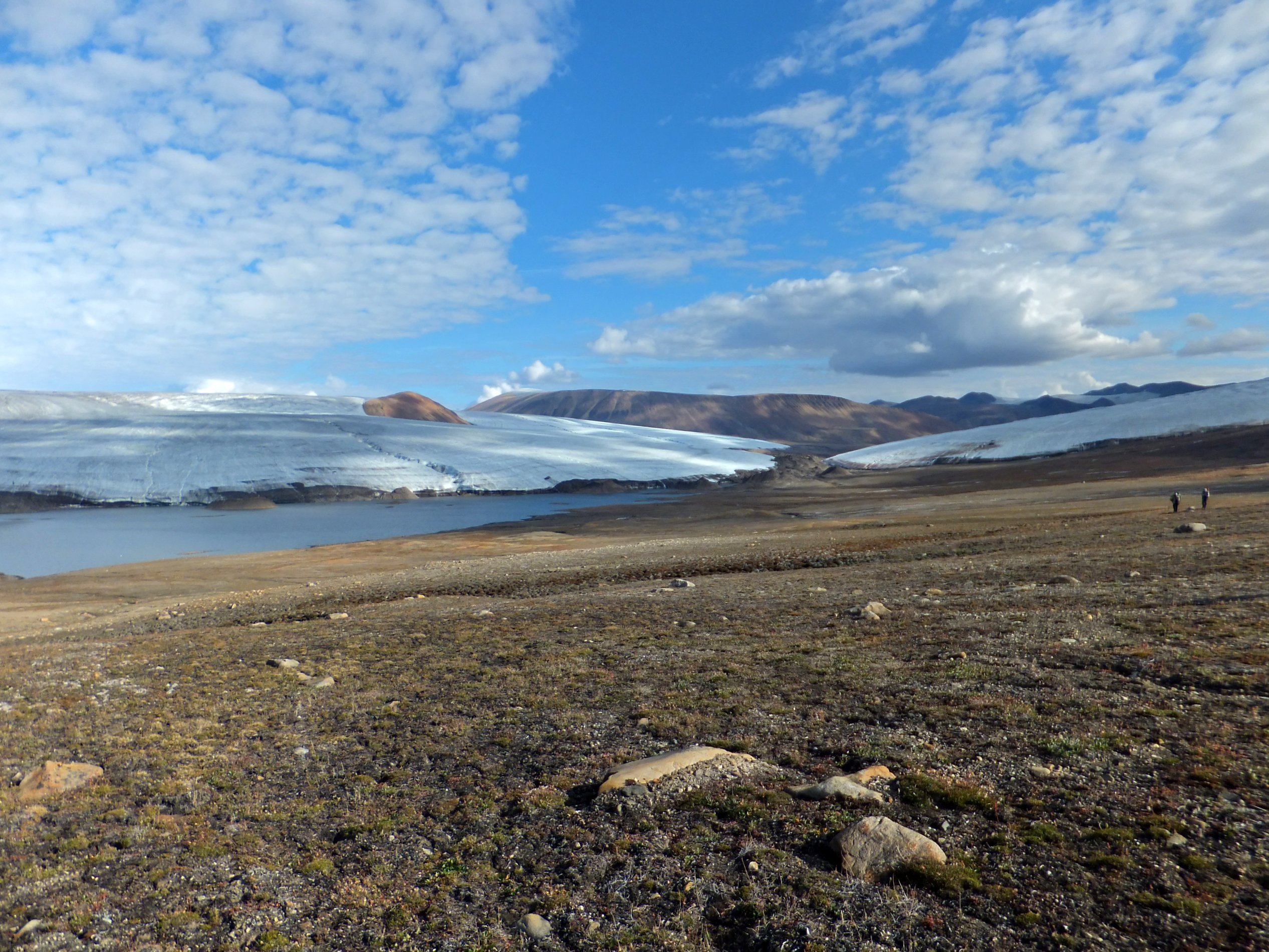
إلتقاء مثلجات سكيلا وكريبدس
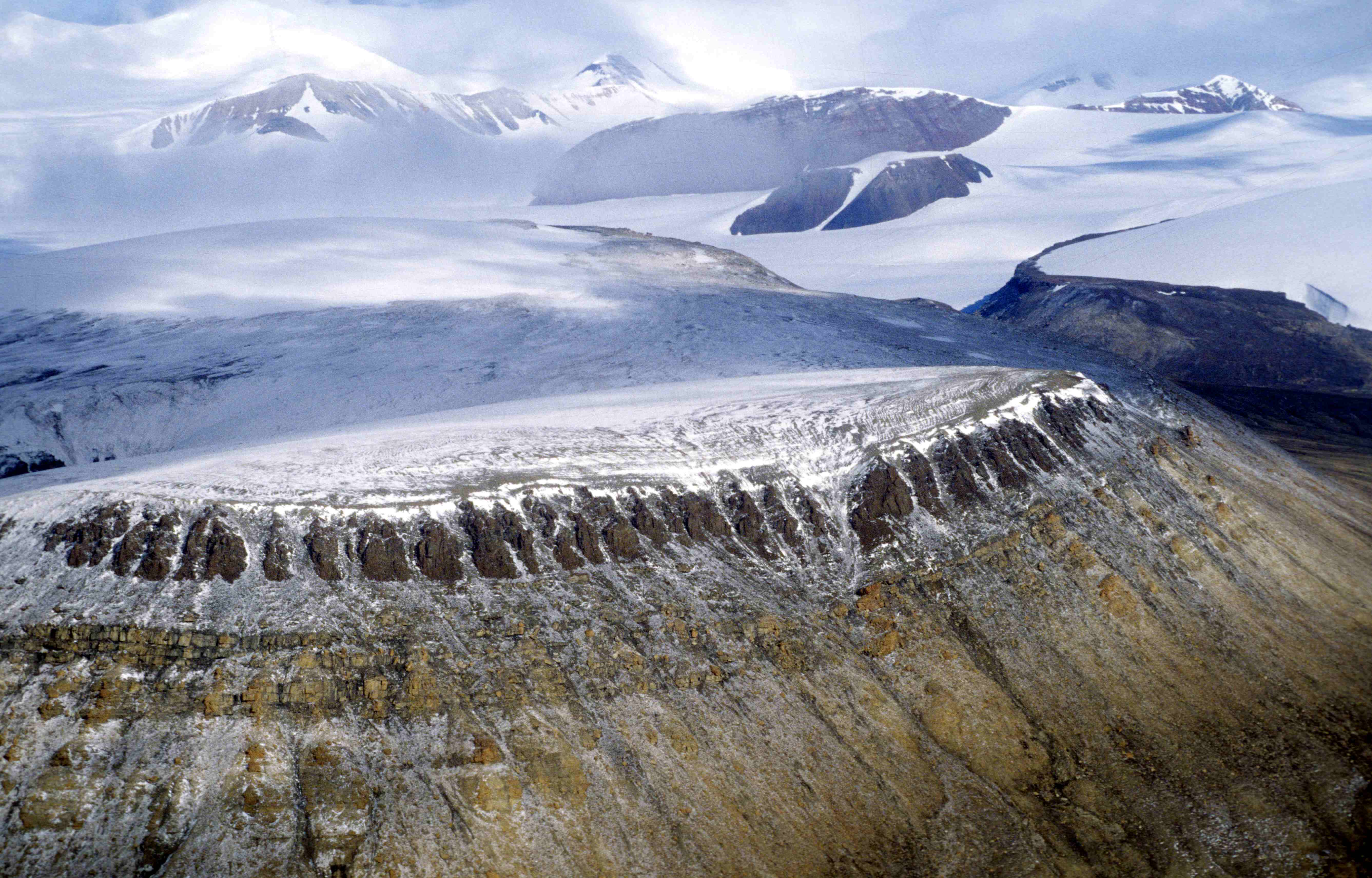
سلسلة جبال الإمبراطورية البريطانية
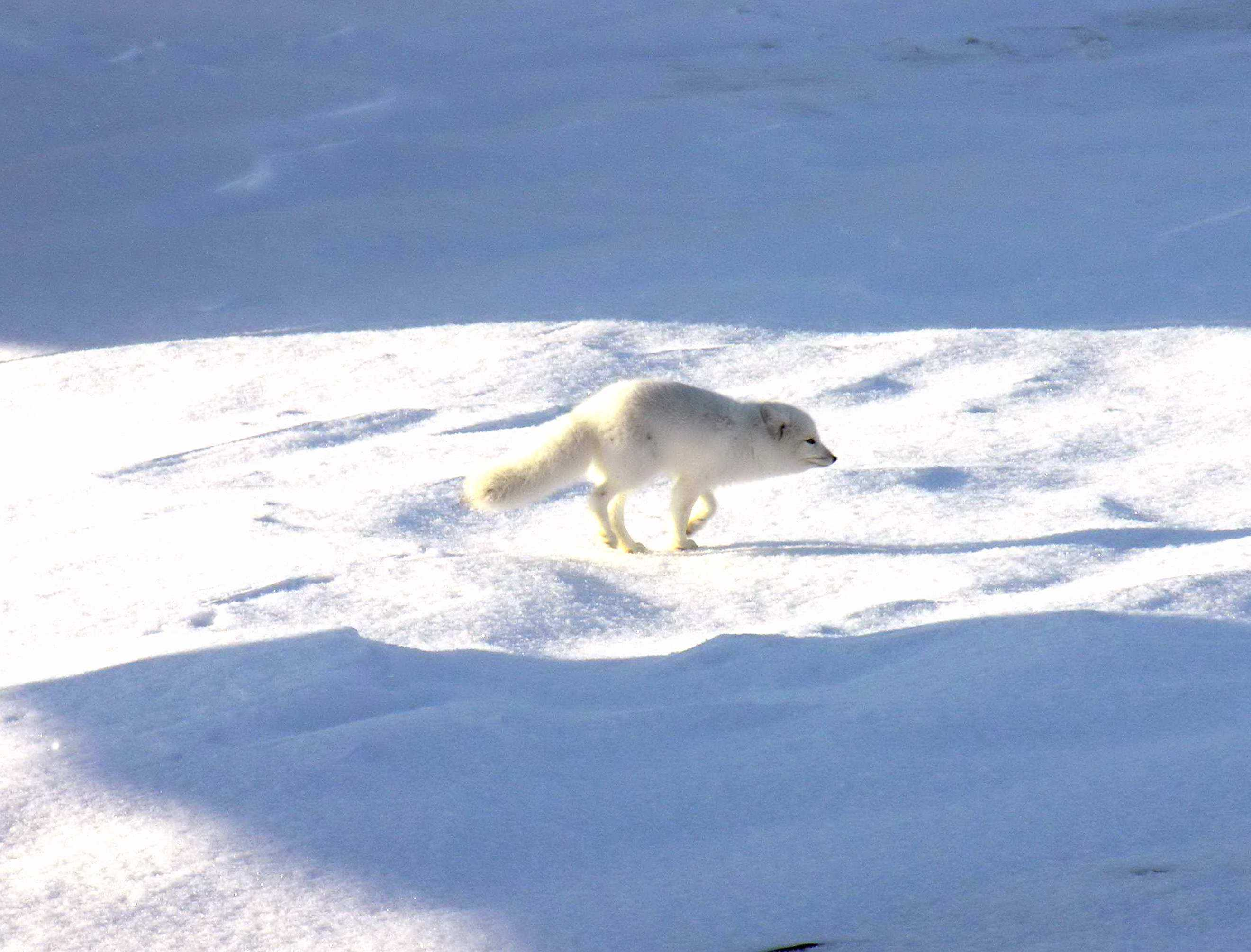
ثعلب قطبي
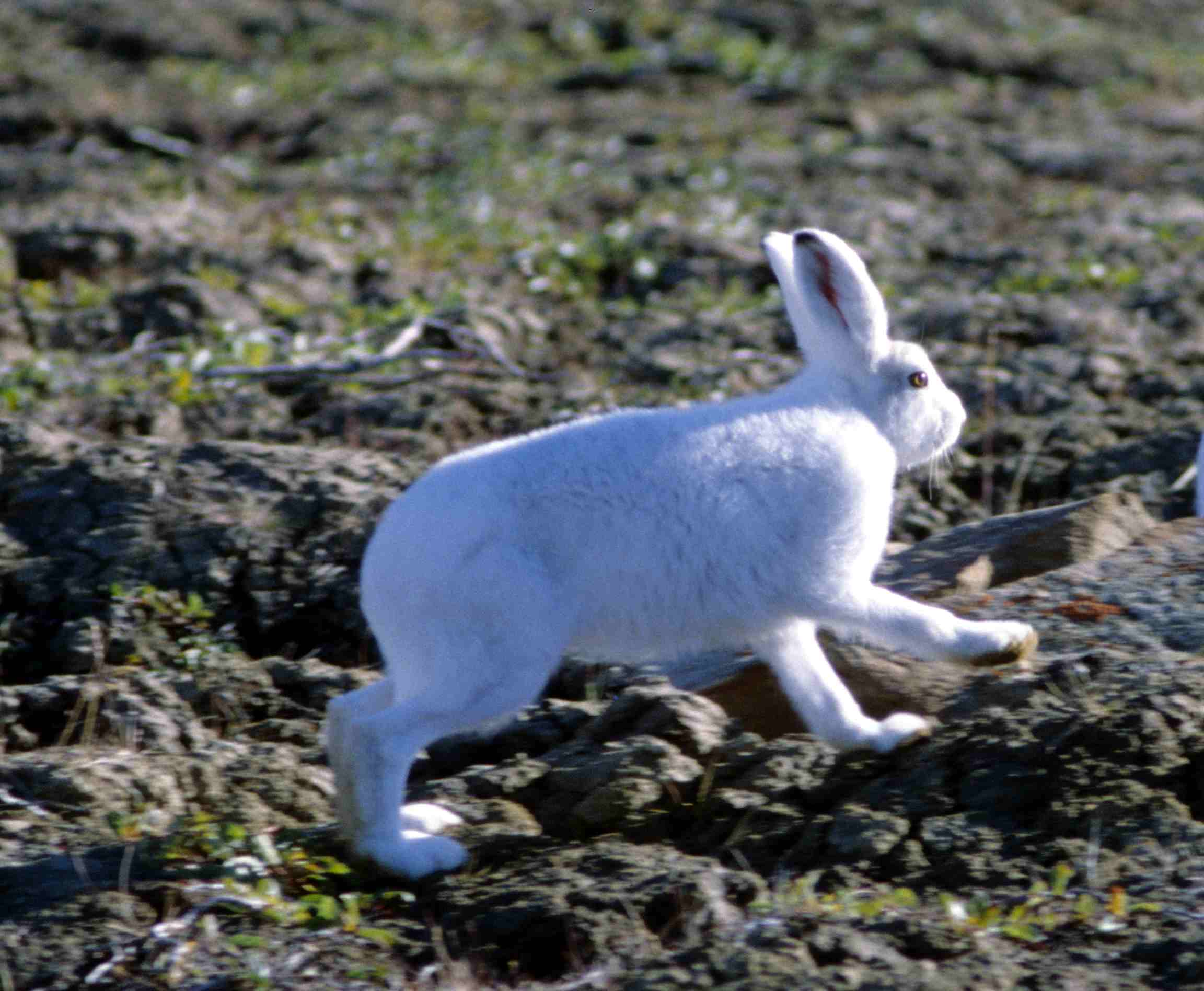
أرنب القطب الشمالي

## اقرأ أيضا
- منتزه بركان مايون الوطني